# Francisca Praguer Fróes
Francisca Praguer Fróes (Cachoeira, 21 de outubro de 1872 — Rio de Janeiro, 1931) foi uma médica e feminista brasileira, uma pioneira em todas as áreas onde atuou: foi das primeiras mulheres formadas em medicina e também a defender direitos femininos. Em suas palavras: "Eu sou feminista por convicção e por herança".

## Biografia
Registrada com o nome Francisca Barreto Praguer, era filha de Henrique Praguer, imigrante croata de origem judia e de Francisca Rosa Barreto Praguer (1836 - 1906), sua mãe foi também uma precursora do feminismo na Bahia do século XIX, expresso em artigos de periódicos, cartas e poesias que sobreviveram à sua morte.
Graças ao ambiente familiar favorável, recebeu a mesma educação que fora devotada aos dois irmãos e, em 1888, ano em que finalmente se abolia a escravidão no Brasil, e contando somente dezesseis anos, Francisca se matriculou na faculdade de medicina de Salvador; embora as mulheres tiveram acesso ao estudo superior no país a partir de 1879, ela viria a ser a quinta mulher a se formar naquela instituição, em 1893 (as que lhe antecederam foram Rita Lobato Velho Lopes, em 1887; Amélia Pedroso Benebien, em 1889; Efigênia Veiga, 1890; Glafira Corina de Araújo, 1892).
O ambiente acadêmico era então adverso à presença das mulheres, sendo ela a única de sua turma na Faculdade de Medicina da Bahia; ali ela chegou a ser desafiada pelo professor Pirajá da Silva a segurar uma cobra viva e, tendo-a nas mãos por um minuto, nunca mais duvidaram de sua coragem; laborou, durante a vida estudantil, na enfermaria de partos da Santa Casa de Misericórdia da Bahia o que habilitou-a a ingressar como "assistente parteira" na Maternidade Climério de Oliveira, pertencente à faculdade.
Casou-se, em 1899, com João Américo Garcez Fróes, seu ex-colega de Faculdade e depois nela professor, com quem teve dois filhos; a união foi uma parceria, de forma que não impediu sua carreira, tendo sido ela a primeira mulher a dirigir uma clínica obstétrica no estado; ao lado de outros grandes nomes da medicina baiana foi redatora da respeitada "Gazeta Médica da Bahia", onde publicou diversos artigos sobre sua especialidade - ainda solteira, em 1895 havia sido ela a primeira mulher a ter um artigo ali publicado; em 1903 traduziu para aquele periódico o artigo intitulado “Emancipação das Mulheres na Rússia”, onde expõe a luta das estudantes russas que forçaram seu ingresso no curso médico.
Faleceu quando se encontrava no Rio de Janeiro, então a capital do país, participando do II Congresso Internacional Feminista.

## Medicina e ativismo
Dentre as ideias feministas e em prol da emancipação da mulher, ela defendeu em artigos ideias avançadas para sua época, como "certas leis iníquas, o brado enérgico e consciente pela reforma dos Códigos que nos regem, para a reabilitação dos direitos que a dignidade da mulher exige, em bem da moralidade do lar e da futura garantia da família” (1917), ou a defesa de “atmosfera mais ampla e menos asfixiante para [a mulher] livremente expandir a suas múltiplas aptidões” (1925), ou ainda sendo a primeira na defesa do divórcio como meio de assegurar maior independência feminina, escrevendo em 1931: “Se o matrimônio é um sacramento perante a religião, não o é perante o direito civil que o egaliza como um contrato bilateral em que a comunhão de vida e de interesses impõe obrigações mútuas”.
Foi eleita em 1931 presidenta da "União Universitária Feminina", entidade vinculada à "Federação Baiana pelo Progresso Feminino" que, por sua vez, era afiliada à entidade nacional criada pela bióloga Bertha Lutz em 1922.

## Homenagem
"Doutora Praguer Fróes" é nome de rua na capital baiana (bairro da Barra); a homenagem se deu por instância de Edith Mendes da Gama e Abreu junto ao então prefeito da cidade, Arnaldo Pimenta da Cunha.